# Pholeomyia argyrophenga
Pholeomyia argyrophenga är en tvåvingeart som först beskrevs av Ignaz Rudolph Schiner 1868.  Pholeomyia argyrophenga ingår i släktet Pholeomyia och familjen sprickflugor. Inga underarter finns listade i Catalogue of Life.